# Sanseki
Il termine Sanseki (三跡) o "tre tracce (di pennello)" si riferisce a tre calligrafi affermati. Si possono trovare Sanpitsu (tre pennelli) in ogni periodo della storia, ma nessuno ha lasciato il segno nelle epoche successive più dei Sanseki. Sono anche chiamati "Sanseki di Jubokudo".
I tre sanseki hanno ottenuto un grande successo nella calligrafia giapponese:
- Ono no Michikaze, conosciuto come Yaseki per via del carattere 野 nel suo nome.
- Fujiwara no Yukinari, noto come Gonseki per via del carattere 権 nel suo titolo di corte.
- Fujiwara no Sukemasa, noto come Saseki per via del carattere 佐 nel suo nome.